# Долгое (озеро, Кандалакшский район)
Долгое — пресноводное озеро на территории городского поселения Зеленоборского Кандалакшского района Мурманской области.

## Общие сведения
Площадь озера — 2,2 км². Располагается на высоте 42,7 метров над уровнем моря.
Форма озера лопастная, продолговатая: оно почти более чем на пять километров вытянуто с северо-запада на юго-восток. Берега изрезанные, каменисто-песчаные, преимущественно возвышенные.
С запада в озеро впадает ручей, вытекающий из озера Рыкша. С востока из озера вытекает безымянный водоток, впадающий в Белое море.
В озере более двух десятков безымянных островов различной площади, рассредоточенных по всей площади водоёма, однако их количество может варьироваться в зависимости от уровня воды.
К востоку от водоёма располагается село Княжая Губа, через которое проходит трасса Р21 («Кола»). Вдоль юго-западного берега Долгого проходит линия железной дороги Санкт-Петербург — Мурманск.
Код объекта в государственном водном реестре — 02020000711102000000084.